# Sauris fortunata
Sauris fortunata là một loài bướm đêm trong họ Geometridae.